# 긴발쥐캥거루
긴발쥐캥거루(Potorous longipes)는 쥐캥거루과에 속하며, 오스트레일리아 남동부와 뉴사우스웨일스주와 빅토리아주 사이의 해안 경계선 주변의 작은 지역에서 발견되는 종이다. 1967년 발견된 종으로 빅토리아 주 보낭 남서부 숲에서 성체 수컷이 개 덫에 걸려 포획되었다. 멸종위기종으로 분류하고 있다. 긴발쥐캥거루는 가장 큰 쥐캥거루 종으로 긴코쥐캥거루(Potorous tridactylus)와 크게 닮았다. 홀로 생활하는 야행성 동물이며, 먹이는 버섯류와 풀 그리고 작은 무척추동물이다. 긴코쥐캥거루와 달리 발이 더 크고 꼬리는 길다. 현재 도입된 야생 고양이와 여우 등의 포식자와 제한된 지역에서의 벌목 등에 의해 멸종 위협을 받고 있다.